# البحر أخي
البحر أخي رواية ألفها الأمريكي جاك كيروك نُشرت في عام2011. كُتبت الرواية في عام 1942 وبقيت طوال حياة كيرواك دون أن تُنشر نظرًا لعدم رضاه عنها. ارتكزت الحبكة والشخصيات على تجارب عاشها كيرواك حين كان ملّاحًا على متن سفينةٍ تجاريةٍ تابعة للولايات المتحدة خلال الحرب العالمية الثانية.
من يوليو حتى أكتوبر من العام 1942 خدم كيرواك على متن ناقلة الجنود دورتشيستر قبل عودته إلى جامعة كولومبيا. تعرضت دورتشيستر لهجومٍ بالطوربيدات بعد ثلاثة أشهر من انتهاء خدمة كيرواك على متنها ما أدى إلى وفاة معظم أفراد الطاقم البالغ عددهم 600 رجل من بينهم القساوسة الأربعة. ألهمته خدمته لكتابة بحر. كان الكاتب في العشرين من عمره عندما كتب بحر واعتقد حينها أن كتابه «وعاء قذارة لا قيمة أدبية له». وبالطبع لم يكلّف نفسه عناء عرضه على الناشرين. يعتقد محرر طبعة دار النشر «بينغوان» لرواية البحر أخي «دون وارد» أن الرواية ليست بمستوى الأعمال العظيمة التي كتبها كيرواك لاحقًا خلال حياته، مع ذلك فهي تعرفنا على تطورات كيرواك المبكرة بوصفه كاتبًا ويضيف: «لقد أُشير إليها باختصار في عدة رسائل، لكن أحدًا لم يعتقد أنها بهذا الحجم ... هذا الكتاب مهم جدًا فهو يظهر كيف طور جاك آليته في الكتابة».

## الأصداء
نالت رواية البحر أخي مراجعاتٍ متناقضة بُعيْدَ نشرها في نوفمبر عام 2011. فأشار الناقد في صحيفة لوس أنجلوس تايمز ديفيد إل. يولن  إليها على أنها «عمل جيد جدًا نابع من عنفوان شباب كيرواك». ونبه إلى الثنائيات في كتابة كيرواك مقارنًا إياها برواية كيرواك اللاحقة بيغ سور (1962). لكن يولن خطّ مقارناتٍ مع كتابات كيرواك الأولى واصفًا إياها مع الرواية على حد سواء بأنها «ضحلة وضيقة في سعة أفقها ولا تلامس تعقيدات الحياة». أليسون ماكلوش من صحيفة نيويورك تايمز صرّح بأنَّ الرواية «مملوءةٌ بالأفكار والشخصيات والسمات الكيروكية ولكن ما ينقصها هو أسلوب كيرواك». وعلَّق مضيفاً أن «باحثي كيرواك سيُفتنونَ بهذا العمل المبكر. لكنه لن يكون قادرًا على إثبات نفسه».
في مراجعته التي قدمها لصحيفة واشنطن تايمز علق جون غرينيا على البحر أخي قائلاً: «إنها تعرض بدايات نضوج أسلوبه وسماته الخاصة - في الصداقات الذكورية تحديدًا عبر رحلة تتضمن مغامرات، وإغراءات طريق غير محدود، أو في حالتنا هذه البحر غير المحدود». واختصر غرينيا بالقول إن الرواية «أكثر من أدب عنفوان شبابي، فمع أنها ليست عملًا مكتملًا فإننا نقدّر بعضًا من كنوزها».      
يشير الناقد في صحيفة وول ستريت جورنال سام ساكس إلى أن هذه الرواية «محاولة بسيطة لخوض البحر بمغامرة على الطراز الملفيليني» ويصف الرواية «بالكتاب الرديء» لكنه يضيف: «هو كتاب رديء ممتع في آن واحد، يمنحنا ومضات لطيفة عن كينونة كيرواك بوصفه فردًا وكاتبًا قبل أن يختبئ خلف قناع معلم فلسفة الزن المنضوي تحت راية حركة «جيل بيت» والذي يوحي إلينا بالأدب من السماء» ويعلق ساكس مضيفًا «الكتاب ممتع لأنه بخلاف أعمال كيرواك الطوباوية التي تلت، فإنه ينقض ذاته بنزاهة نتيجة التجارب السطحية، أما الإيجابيات فهي اقتراب مهزوز مما كان يأمل به الكاتب ذي الإحدى والعشرين ربيعًا ألا وهو الأسلوب المعقد».
منح كريس نشواتي من صحيفة إنترتينمنت ويكلي الدرجة باء للرواية ووصف كيرواك بأنه  «ما زال يصارع لإيجاد صوته، لكنك سترى نثرات البيبوب التي ستتدفق لاحقًا من اّلته الكاتبة بأيما سهولة».